# Keith Carlock
Keith Carlock (ur. 29 listopada 1971 w Clinton, Missisipi) – amerykański perkusista. Współpracował m.in. z takimi wykonawcami jak: Mike Stern, Sting, John Mayer, Oteil Burbridge, Christopher Cross, James Taylor, Rudder, Steely Dan, Donald Fagen, Walter Becker, Chris Botti, Diana Ross, Paula Abdul, Wayne Krantz, Lou Marini, Faith Hill, Rascal Flatts, The Blues Brothers, Grover Washington Jr., Harry Belafonte, David Johansen, Betty, Carman, Freddy Cole, Michael Harris, Jimmy Tunnell, Heads Up Super Band, Joe McBride, Gerald Veasley, Kenny Blake, Will Lee, Richard Bona, Pamela Williams, Jack Ingram, Bette Midler, Leni Stern, Rhett Tyler oraz David Binney. 
W latach 2014–2015 występował w zespole Toto w którym zastąpił Simona Phillipsa.

## Publikacje
- The Big Picture - Phrasing, Improvisation, Style & Technique, 2009, Hudson Music, ISBN 978-1-4234-8666-4